# غيدينغز
غيدينغز (بالإنجليزية: Giddings, Texas)‏ هي مدينة تقع في مقاطعة لي، تكساس بولاية تكساس في شمال شرق الولايات المتحدة. تبلغ مساحة هذه المدينة 13.4 (كم²)، وترتفع عن سطح البحر 154 م، بلغ عدد سكانها 5105 نسمة في عام 2000 حسب إحصاء مكتب تعداد الولايات المتحدة وتصل الكثافة السكانية فيها 382.7 نسمة/كم2.

## التركيبة السكانية
حدّد مكتب تعداد الولايات المتحدة بيانات التركيبة السكانية لغيدينغز في تعداد الولايات المتحدة. في ما يلي، التركيبة السكانية حسب تعدادي 2000 و2010.

### تعداد عام 2000
بلغ عدد سكان غيدينغز 5,105 نسمة بحسب تعداد عام 2000، وبلغ عدد الأسر 1,639 أسرة وعدد العائلات 1,126 عائلة مقيمة في المدينة. في حين سجلت الكثافة السكانية 371.3 نسمة لكل كيلومتر مربع (961.7/ميل2). وبلغ عدد الوحدات السكنية 1,852 وحدة بمتوسط كثافة قدره 134.7 لكل كيلومتر مربع (348.9/ميل2).
وتوزع التركيب العرقي للمدينة بنسبة 65.99% من البيض و13.26% من الأمريكيين الأفارقة و0.51% من الأمريكيين الأصليين و0.57% من الأمريكيين ذوي الأصول الآسيوية و16.47% من الأعراق الأخرى و3.19% من عرقين مختلطين أو أكثر و34.73% من الهسبانيون أو اللاتينيون من أي عرق.
بلغ عدد الأسر 1,639 أسرة كانت نسبة 41.3% منها لديها أطفال تحت سن الثامنة عشر تعيش معهم، وبلغت نسبة الأزواج القاطنين مع بعضهم البعض 52.8% من أصل المجموع الكلي للأسر، ونسبة 11.4% من الأسر كان لديها معيلات من الإناث دون وجود شريك،  بينما كانت نسبة 4.5% من الأسر لديها معيلون من الذكور دون وجود شريكة وكانت نسبة 31.3% من غير العائلات. تألفت نسبة 27.6% من أصل جميع الأسر من عدة أفراد يعيشون في نفس المنزل ونسبة 13.5% كانت تتألف من شخص يعيش بمفرده يبلغ من العمر 65 عاماً أو أكثر. وبلغ متوسط حجم الأسرة المعيشية 2.74، أما متوسط حجم العائلات فبلغ 3.39.
بلغ العمر الوسطي للسكان 29.4 عاماً. وكانت نسبة 27.2% من القاطنين تحت سن الثامنة عشر، وكانت نسبة 9.8% بين الثامنة عشر والرابعة والعشرين عاماً، ونسبة 24.4% كانت واقعةً في الفئة العمرية ما بين الخامسة والعشرين والرابعة والأربعين عاماً، ونسبة 15.4% كانت ما بين الخامسة والأربعين والرابعة والستين، ونسبة 11% كانت ضمن فئة الخامسة والستين عاماً فما فوق. يوجد لكل 100 أنثى 99.8 ذكر، ويوجد لكل 100 أنثى في الثامنة عشر من عمرها فما فوق 93.6 ذكر.
بلغ متوسط دخل الأسرة في المدينة 31,046 دولارًا، أما متوسط دخل العائلة فبلغ 37,115 دولارًا. وكان متوسط دخل الذكور 27,370 دولارًا مقابل 21,706 دولارًا للإناث. وسجل دخل الفرد الخاص بالمدينة 14,768 دولارًا. وكانت نسبة 13.8% من العائلات ونسبة 15.3% من السكان تحت خط الفقر، وكان من هؤلاء نسبة 20.8% تحت سن الثامنة عشر ونسبة 12% في الخامسة والستين من العمر وما فوق.

### تعداد عام 2010
بلغ عدد سكان غيدينغز 4,881 نسمة بحسب تعداد عام 2010، وبلغ عدد الأسر 1,645 أسرة وعدد العائلات 1,175 عائلة مقيمة في المدينة. في حين سجلت الكثافة السكانية 355 نسمة لكل كيلومتر مربع (919.4/ميل2). وبلغ عدد الوحدات السكنية 1,911 وحدة بمتوسط كثافة قدره 139 لكل كيلومتر مربع (360.0/ميل2).
وتوزع التركيب العرقي للمدينة بنسبة 68.74% من البيض و11.88% من الأمريكيين الأفارقة و1.17% من الأمريكيين الأصليين و0.90% من الأمريكيين ذوي الأصول الآسيوية و0.08% من سكان جزر المحيط الهادئ و14.69% من الأعراق الأخرى و2.54% من عرقين مختلطين أو أكثر و42.66% من الهسبانيون أو اللاتينيون من أي عرق.
بلغ عدد الأسر 1,645 أسرة كانت نسبة 42.4% منها لديها أطفال تحت سن الثامنة عشر تعيش معهم، وبلغت نسبة الأزواج القاطنين مع بعضهم البعض 50.1% من أصل المجموع الكلي للأسر، ونسبة 14.3% من الأسر كان لديها معيلات من الإناث دون وجود شريك،  بينما كانت نسبة 7% من الأسر لديها معيلون من الذكور دون وجود شريكة وكانت نسبة 28.6% من غير العائلات. تألفت نسبة 24.3% من أصل جميع الأسر من عدة أفراد يعيشون في نفس المنزل ونسبة 10.8% كانت تتألف من شخص يعيش بمفرده يبلغ من العمر 65 عاماً أو أكثر. وبلغ متوسط حجم الأسرة المعيشية 2.86، أما متوسط حجم العائلات فبلغ 3.42.
بلغ العمر الوسطي للسكان 33.7 عاماً. وكانت نسبة 30.2% من القاطنين تحت سن الثامنة عشر، وكانت نسبة 8.8% بين الثامنة عشر والرابعة والعشرين عاماً، ونسبة 25.5% كانت واقعةً في الفئة العمرية ما بين الخامسة والعشرين والرابعة والأربعين عاماً، ونسبة 21.1% كانت ما بين الخامسة والأربعين والرابعة والستين، ونسبة 14.5% كانت ضمن فئة الخامسة والستين عاماً فما فوق. وتوزع التركيب الجنسي للسكان بنسبة 49% ذكور و51% إناث.

## أعلام
- إيرل كوبر
- لاري ويد
- هيلتون سميث
- غويندولين بي. بينيت
- توماس ساندرز

## وصلات خارجية
- http://www.giddings.net
- The US50 - Cities and Towns in Texas State